# هنري بلاند
هنري بلاند (بالإنجليزية: Henry Bland)‏ هو موظف مدني أسترالي، ولد في 28 ديسمبر 1909 في رندويك ‏ في أستراليا، وتوفي في 8 نوفمبر 1997.